# Sperlești, Mehedinți
Sperlești este un sat în comuna Voloiac din județul Mehedinți, Oltenia, România.